# Danh sách tiểu hành tinh: 22501–22600
| Tên                | Tên đầu tiên | Ngày phát hiện       | Nơi phát hiện  | Người phát hiện                                  |
| ------------------ | ------------ | -------------------- | -------------- | ------------------------------------------------ |
| 22501              | 1997 PR3     | 5 tháng 8 năm 1997   | Xinglong       | Chương trình tiểu hành tinh Bắc Kinh Schmidt CCD |
| 22502              | 1997 SW      | 16 tháng 9 năm 1997  | Xinglong       | Beijing Schmidt CCD Asteroid Program             |
| 22503 Thalpius     | 1997 TB12    | 7 tháng 10 năm 1997  | Kleť           | M. Tichý, Z. Moravec                             |
| 22504              | 1997 TD17    | 6 tháng 10 năm 1997  | Nachi-Katsuura | Y. Shimizu, T. Urata                             |
| 22505 Lewit        | 1997 UF      | 19 tháng 10 năm 1997 | Ondřejov       | L. Šarounová                                     |
| 22506 -            | 1997 WD8     | 24 tháng 11 năm 1997 | Oizumi         | T. Kobayashi                                     |
| 22507 -            | 1997 WA31    | 29 tháng 11 năm 1997 | Socorro        | LINEAR                                           |
| 22508 -            | 1997 WZ42    | 29 tháng 11 năm 1997 | Socorro        | LINEAR                                           |
| 22509 -            | 1997 YY2     | 24 tháng 12 năm 1997 | Oizumi         | T. Kobayashi                                     |
| 22510 -            | 1997 YV7     | 21 tháng 12 năm 1997 | Kitt Peak      | Spacewatch                                       |
| 22511 -            | 1997 YC10    | 28 tháng 12 năm 1997 | Oizumi         | T. Kobayashi                                     |
| 22512 Cannat       | 1998 BH26    | 28 tháng 1 năm 1998  | Caussols       | ODAS                                             |
| 22513 -            | 1998 BX32    | 29 tháng 1 năm 1998  | Caussols       | ODAS                                             |
| 22514 -            | 1998 DN5     | 22 tháng 2 năm 1998  | Haleakala      | NEAT                                             |
| 22515 -            | 1998 DJ15    | 22 tháng 2 năm 1998  | Haleakala      | NEAT                                             |
| 22516 -            | 1998 DN28    | 26 tháng 2 năm 1998  | Kitt Peak      | Spacewatch                                       |
| 22517 -            | 1998 DX32    | 26 tháng 2 năm 1998  | Cima Ekar      | M. Tombelli, G. Forti                            |
| 22518 -            | 1998 DG34    | 27 tháng 2 năm 1998  | La Silla       | E. W. Elst                                       |
| 22519 Gerardklein  | 1998 EC2     | 2 tháng 3 năm 1998   | Caussols       | ODAS                                             |
| 22520 -            | 1998 EL2     | 2 tháng 3 năm 1998   | Caussols       | ODAS                                             |
| 22521 -            | 1998 ER2     | 2 tháng 3 năm 1998   | Caussols       | ODAS                                             |
| 22522              | 1998 EF6     | 2 tháng 3 năm 1998   | Nachi-Katsuura | Y. Shimizu, T. Urata                             |
| 22523 -            | 1998 EZ10    | 1 tháng 3 năm 1998   | La Silla       | E. W. Elst                                       |
| 22524 -            | 1998 FB6     | 18 tháng 3 năm 1998  | Kitt Peak      | Spacewatch                                       |
| 22525 -            | 1998 FB12    | 24 tháng 3 năm 1998  | Haleakala      | NEAT                                             |
| 22526 -            | 1998 FV15    | 22 tháng 3 năm 1998  | Majorca        | À. López, R. Pacheco                             |
| 22527 Gawlik       | 1998 FG20    | 20 tháng 3 năm 1998  | Socorro        | LINEAR                                           |
| 22528 Elysehope    | 1998 FH34    | 20 tháng 3 năm 1998  | Socorro        | LINEAR                                           |
| 22529 -            | 1998 FB40    | 20 tháng 3 năm 1998  | Socorro        | LINEAR                                           |
| 22530 Huynh-Le     | 1998 FY41    | 20 tháng 3 năm 1998  | Socorro        | LINEAR                                           |
| 22531 Davidkelley  | 1998 FN43    | 20 tháng 3 năm 1998  | Socorro        | LINEAR                                           |
| 22532 -            | 1998 FG45    | 20 tháng 3 năm 1998  | Socorro        | LINEAR                                           |
| 22533 Krishnan     | 1998 FX47    | 20 tháng 3 năm 1998  | Socorro        | LINEAR                                           |
| 22534 Lieblich     | 1998 FF57    | 20 tháng 3 năm 1998  | Socorro        | LINEAR                                           |
| 22535 -            | 1998 FH60    | 20 tháng 3 năm 1998  | Socorro        | LINEAR                                           |
| 22536 Katelowry    | 1998 FY61    | 20 tháng 3 năm 1998  | Socorro        | LINEAR                                           |
| 22537 Meyerowitz   | 1998 FB62    | 20 tháng 3 năm 1998  | Socorro        | LINEAR                                           |
| 22538 Lucasmoller  | 1998 FS63    | 20 tháng 3 năm 1998  | Socorro        | LINEAR                                           |
| 22539 -            | 1998 FT65    | 20 tháng 3 năm 1998  | Socorro        | LINEAR                                           |
| 22540 Mork         | 1998 FZ67    | 20 tháng 3 năm 1998  | Socorro        | LINEAR                                           |
| 22541 -            | 1998 FC68    | 20 tháng 3 năm 1998  | Socorro        | LINEAR                                           |
| 22542 Pendri       | 1998 FG71    | 20 tháng 3 năm 1998  | Socorro        | LINEAR                                           |
| 22543 Ranjan       | 1998 FA75    | 24 tháng 3 năm 1998  | Socorro        | LINEAR                                           |
| 22544 Sarahrapo    | 1998 FL75    | 24 tháng 3 năm 1998  | Socorro        | LINEAR                                           |
| 22545 Brittrusso   | 1998 FP77    | 24 tháng 3 năm 1998  | Socorro        | LINEAR                                           |
| 22546 Schickler    | 1998 FK78    | 24 tháng 3 năm 1998  | Socorro        | LINEAR                                           |
| 22547 Kimberscott  | 1998 FO78    | 24 tháng 3 năm 1998  | Socorro        | LINEAR                                           |
| 22548 -            | 1998 FV90    | 24 tháng 3 năm 1998  | Socorro        | LINEAR                                           |
| 22549 -            | 1998 FQ94    | 24 tháng 3 năm 1998  | Socorro        | LINEAR                                           |
| 22550 Jonsellon    | 1998 FK106   | 31 tháng 3 năm 1998  | Socorro        | LINEAR                                           |
| 22551 Adamsolomon  | 1998 FU110   | 31 tháng 3 năm 1998  | Socorro        | LINEAR                                           |
| 22552 -            | 1998 FN112   | 31 tháng 3 năm 1998  | Socorro        | LINEAR                                           |
| 22553 Yisun        | 1998 FS116   | 31 tháng 3 năm 1998  | Socorro        | LINEAR                                           |
| 22554 Shoshanatell | 1998 FC118   | 31 tháng 3 năm 1998  | Socorro        | LINEAR                                           |
| 22555 Joevellone   | 1998 FU118   | 31 tháng 3 năm 1998  | Socorro        | LINEAR                                           |
| 22556 -            | 1998 FU120   | 20 tháng 3 năm 1998  | Socorro        | LINEAR                                           |
| 22557 -            | 1998 FF140   | 29 tháng 3 năm 1998  | Socorro        | LINEAR                                           |
| 22558 Mladen       | 1998 HH3     | 22 tháng 4 năm 1998  | Modra          | P. Kolény, L. Kornoš                             |
| 22559 -            | 1998 HQ12    | 19 tháng 4 năm 1998  | Kitt Peak      | Spacewatch                                       |
| 22560 -            | 1998 HD17    | 18 tháng 4 năm 1998  | Socorro        | LINEAR                                           |
| 22561 Miviscardi   | 1998 HX18    | 18 tháng 4 năm 1998  | Socorro        | LINEAR                                           |
| 22562 Wage         | 1998 HC19    | 18 tháng 4 năm 1998  | Socorro        | LINEAR                                           |
| 22563 Xinwang      | 1998 HQ19    | 18 tháng 4 năm 1998  | Socorro        | LINEAR                                           |
| 22564 Jeffreyxing  | 1998 HP29    | 20 tháng 4 năm 1998  | Socorro        | LINEAR                                           |
| 22565 -            | 1998 HF30    | 20 tháng 4 năm 1998  | Socorro        | LINEAR                                           |
| 22566 Irazaitseva  | 1998 HY31    | 20 tháng 4 năm 1998  | Socorro        | LINEAR                                           |
| 22567 Zenisek      | 1998 HK33    | 20 tháng 4 năm 1998  | Socorro        | LINEAR                                           |
| 22568 -            | 1998 HR34    | 20 tháng 4 năm 1998  | Socorro        | LINEAR                                           |
| 22569 -            | 1998 HK36    | 20 tháng 4 năm 1998  | Socorro        | LINEAR                                           |
| 22570 Harleyzhang  | 1998 HN38    | 20 tháng 4 năm 1998  | Socorro        | LINEAR                                           |
| 22571 Letianzhang  | 1998 HA39    | 20 tháng 4 năm 1998  | Socorro        | LINEAR                                           |
| 22572 Yuanzhang    | 1998 HJ39    | 20 tháng 4 năm 1998  | Socorro        | LINEAR                                           |
| 22573 Johnzhou     | 1998 HY43    | 20 tháng 4 năm 1998  | Socorro        | LINEAR                                           |
| 22574 -            | 1998 HW44    | 20 tháng 4 năm 1998  | Socorro        | LINEAR                                           |
| 22575 Jayallen     | 1998 HC46    | 20 tháng 4 năm 1998  | Socorro        | LINEAR                                           |
| 22576 -            | 1998 HN46    | 20 tháng 4 năm 1998  | Socorro        | LINEAR                                           |
| 22577 Alfiuccio    | 1998 HT51    | 30 tháng 4 năm 1998  | Anderson Mesa  | LONEOS                                           |
| 22578 -            | 1998 HE59    | 21 tháng 4 năm 1998  | Socorro        | LINEAR                                           |
| 22579 Marcyeager   | 1998 HO62    | 21 tháng 4 năm 1998  | Socorro        | LINEAR                                           |
| 22580 Kenkaplan    | 1998 HB67    | 21 tháng 4 năm 1998  | Socorro        | LINEAR                                           |
| 22581 Rosahemphill | 1998 HH77    | 21 tháng 4 năm 1998  | Socorro        | LINEAR                                           |
| 22582 Patmiller    | 1998 HD82    | 21 tháng 4 năm 1998  | Socorro        | LINEAR                                           |
| 22583 Metzler      | 1998 HL86    | 21 tháng 4 năm 1998  | Socorro        | LINEAR                                           |
| 22584 Winigleason  | 1998 HP88    | 21 tháng 4 năm 1998  | Socorro        | LINEAR                                           |
| 22585 -            | 1998 HM92    | 21 tháng 4 năm 1998  | Socorro        | LINEAR                                           |
| 22586 Shellyhynes  | 1998 HC96    | 21 tháng 4 năm 1998  | Socorro        | LINEAR                                           |
| 22587 McKennon     | 1998 HB99    | 21 tháng 4 năm 1998  | Socorro        | LINEAR                                           |
| 22588 -            | 1998 HW99    | 21 tháng 4 năm 1998  | Socorro        | LINEAR                                           |
| 22589 Minor        | 1998 HY100   | 21 tháng 4 năm 1998  | Socorro        | LINEAR                                           |
| 22590 -            | 1998 HJ102   | 25 tháng 4 năm 1998  | La Silla       | E. W. Elst                                       |
| 22591 -            | 1998 HO102   | 25 tháng 4 năm 1998  | La Silla       | E. W. Elst                                       |
| 22592 -            | 1998 HD103   | 25 tháng 4 năm 1998  | La Silla       | E. W. Elst                                       |
| 22593 -            | 1998 HH107   | 23 tháng 4 năm 1998  | Socorro        | LINEAR                                           |
| 22594 Stoops       | 1998 HT107   | 23 tháng 4 năm 1998  | Socorro        | LINEAR                                           |
| 22595 -            | 1998 HD110   | 23 tháng 4 năm 1998  | Socorro        | LINEAR                                           |
| 22596 Kathwallace  | 1998 HB114   | 23 tháng 4 năm 1998  | Socorro        | LINEAR                                           |
| 22597 Lynzielinski | 1998 HM117   | 23 tháng 4 năm 1998  | Socorro        | LINEAR                                           |
| 22598 Francespearl | 1998 HO117   | 23 tháng 4 năm 1998  | Socorro        | LINEAR                                           |
| 22599 Heatherhall  | 1998 HR122   | 23 tháng 4 năm 1998  | Socorro        | LINEAR                                           |
| 22600 -            | 1998 HH123   | 23 tháng 4 năm 1998  | Socorro        | LINEAR                                           |